# 王稼军
王稼军（1947年—），上海人，北京大学物理学院教授，享受国务院政府特殊津贴。2004年起，她担任了北京物理学会秘书长、中国物理学会教学委员会秘书长，2005年起担任中华人民共和国教育部物理学天文学教学指导委员会物理基础课程指导分委员会委员。王稼军自2002年起在北京大学物理学院开设电磁学课程，曾获国家级教学名师奖。

## 生平
1972年5月，王稼军从黑龙江兵团进入北京大学物理系理论物理专业学习，成为一名工农兵学员。1976年夏天毕业后，她留在北京大学物理系任教，起初担任助教，1983年7月起在普物教研室担任讲师，1992年8月升为副教授，同时开始担任普物教研室副主任。1999年3月至2001年5月之间，她曾担任北京大学物理系副主任。2001年5月，王稼军成为教授。2002年度享受国务院政府特殊津贴。曾获国家教委优秀教材一等奖（1995年）、国家级优秀教学成果一等奖（1997年）、国家自然科学奖三等奖（1997年）、北京市教学成果一等奖（2004年，两项）、国家级教学成果一等奖（2005年）、北京市优秀教师奖（2006年）、国家级教学名师奖（2008年）、北京市教学名师奖（2008年）、国家级教学团队《国家理科基地物理基础课程国家教学团队》带头人、宝钢优秀教师特等奖（2010年）。